# Давсон (Міннесота)
Давсон (англ. Dawson) — місто (англ. city) в США, в окрузі Лак-кі-Парл штату Міннесота. Населення — 1466 осіб (2020).

## Географія
Давсон розташований за координатами 44°55′43″ пн. ш. 96°2′56″ зх. д. / 44.92861° пн. ш. 96.04889° зх. д. (44.928734, -96.048930).  За даними Бюро перепису населення США в 2010 році місто мало площу 3,82 км², уся площа — суходіл.

## Демографія
Згідно з переписом 2010 року, у місті мешкало 1540 осіб у 682 домогосподарствах у складі 412 родин. Густота населення становила 403 особи/км².  Було 768 помешкань (201/км²).
Расовий склад населення:
| - 97,4 % — білих - 0,4 % — корінних американців - 0,4 % — чорних або афроамериканців - 0,1 % — вихідців з тихоокеанських островів |

До двох чи більше рас належало 1,1 %. Частка іспаномовних становила 2,3 % від усіх жителів.
За віковим діапазоном населення розподілялося таким чином: 21,8 % — особи молодші 18 років, 52,5 % — особи у віці 18—64 років, 25,7 % — особи у віці 65 років та старші. Медіана віку мешканця становила 47,8 року. На 100 осіб жіночої статі у місті припадало 89,4 чоловіків;  на 100 жінок у віці від 18 років та старших — 84,4 чоловіків також старших 18 років.
Середній дохід на одне домашнє господарство  становив 50 567 доларів США (медіана — 38 750), а середній дохід на одну сім'ю — 62 134 долари (медіана — 53 529). Медіана доходів становила 39 922 долари для чоловіків та 33 636 доларів для жінок. За межею бідності перебувало 9,8 % осіб, у тому числі 6,0 % дітей у віці до 18 років та 15,1 % осіб у віці 65 років та старших.
Цивільне працевлаштоване населення становило 684 особи. Основні галузі зайнятості: освіта, охорона здоров'я та соціальна допомога — 31,9 %, роздрібна торгівля — 15,6 %, виробництво — 14,5 %.